# Михневич, Александр Юрьевич
Александр Юрьевич Михневич (бел. Аляксандр Юр’евіч Міхневіч; род. 24 декабря 1953, Минск, БССР, СССР) — белорусский дипломат.

## Биография
Родился в Минске.
Окончил Московский Инженерно-физический институт в 1977 году. В 1986 году окончил также Всесоюзную академию внешней торговли.
С 1977 по 1978 год — инженер производственно-технического объединения «Интеграл» в Минске.
С 1979 по 1980 год — заместитель секретаря комитета комсомола производственно-технического объединения «Интеграл». Минск.
С 1980 по 1983 год — заведующий отделением Минского горкома ВЛКСМ Беларуси.
С 1983 по 1986 год — учащийся Всесоюзного ордена Дружбы народов Академии внешней торговли.
С 1986 по 1987 год — исполняющий обязанности начальника отдела кадров Белорусского научно-исследовательского института научно-технической информации и технико-экономических исследований Госплана БССР.
С 1987 по 1988 год — заведующий отделом патентно-лицензионных исследований Белорусского научно-исследовательского института научно-технической информации и технико-экономических исследований Госплана БССР.
С 1988 по 1992 год — начальник управления внешнеэкономических связей Министерства легкой промышленности БССР.
С 1992 по 1995 год — начальник отдела, начальник отдела внешнеэкономических связей концерна «Беллегпром».
С 1995 по 2000 год — первый вице-президент Белорусского государственного концерна по производству и реализации товаров легкой промышленности.
С марта 2000 года по август 2006 года — заместитель Министра иностранных дел Республики Беларусь, с августа 2006 года по сентябрь 2012 года — Посол Республики Беларусь в Великобритании и Ирландии (по совместительству).
С 12 сентября 2012 года — первый заместитель Министра иностранных дел Республики Беларусь.
13 июня 2016 года назначен Чрезвычайным и Полномочным Послом Республики Беларусь в Королевстве Бельгия, Постоянным представителем Республики Беларусь при Европейском Союзе и Европейском сообществе по атомной энергии, Постоянным представителем Республики Беларусь при НАТО по совместительству, Чрезвычайным и Полномочным Послом Республики Беларусь в Великом Герцогстве Люксембург по совместительству. На фоне нового обострения отношений Беларуси и ЕС в июне 2021 года Александра Михневича отозвали в Минск для консультаций. Освобожден от должности в связи с отставкой 29 июля 2021 года.

## Семья
Отец — Юрий Михайлович Михневич, министр культуры БССР (1971—1988).

## Награды
- Почётная грамота Совета Министров Республики Беларусь (2003)[3]
- Орден Почёта (2015)[4].
- Медаль «За вклад в создание Евразийского экономического союза» I степени (2015)[5].
- Медаль «За вклад в развитие Евразийского экономического союза» (2019)[6].